# Житие Макария Желтоводского и Унженского
Житие Макария Желтоводского и Унженского — памятник агиографии XVI века, описывающий жизнь, подвижничество, двенадцать чудес и почитание преподобного Макария Желтоводского (1349 — 25 июля (7 августа) 1444), православного монаха, основателя ряда монастырей, чудотворца и миссионера поволжских народов. По предположению Н. В. Понырко, создано около 1552 года в Унже (или Унженском монастыре) или в Солигаличе. По мнению И. М. Грицевской, написано в Унженском монастыре.

## Содержание

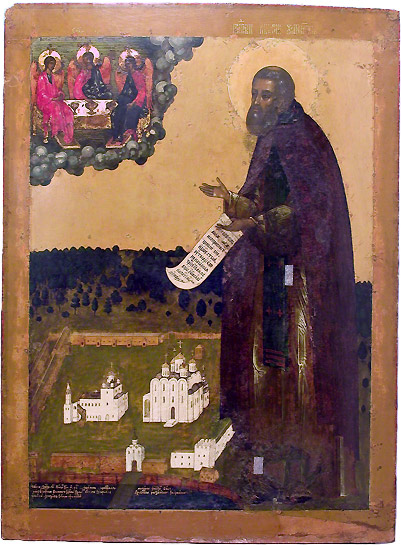
Преподобный Макарий Желтоводский, Унженский. Изограф Симон Ушаков

Макарий был уроженцем Нижнего Новгорода, сыном Ивана и Марии. Макарий с детства был необыкновенным человеком. Автор говорит о нём как о «леторасли» (побеге) райской лозы. В возрасте двенадцати лет втайне от родителей он постригся в Нижегородском Печерском монастыре при его основателе, архимандрите Дионисии, будущем архиепископе Суздальском. После пострижения Дионисий взял отрока к себе в келейники. Из Печерского монастыря Макарий спустя годы «отошел» ради «безмолвного жительства» в «пустынь» на реку Лух, а затем построил малую келью на берегу Волги, где основал свой первый монастырь (будущий Макариев-Решемский монастырь). Затем переселился на Желтые воды и основал там другой монастырь (будущий Желтоводский Макариев монастырь). В 1439 году, во время нашествия казанских татар под предводительством хана Улу-Мухаммеда и Мамотяка на русские земли, монастырь на Желтых водах был разорён. Макарий вместе с уцелевшими русскими людьми переселился на реку Унжу и основал здесь свой последний монастырь (будущий Макарьево-Унженский монастырь), где спустя пять лет, 1444 году, преставился и был похоронен.
Важной частью Жития является повествование о том, как Макарий выводил доверившихся ему людей из татарского плена в безопасные места. Когда это происходило, подвижнику было 90 лет. Описание тяжкого, наполненного лишениями пути является сюжетным центром повествования.
Также Житие рассказывает о чудесах и почитании святого. Рассказ о жизни преподобного завершается описанием его двенадцати чудес, одиннадцать из которых — посмертные.
Описывается единственное прижизненное чудо Макария — исцеление дочери ушканина Федора.
Среди описаний чудес имеется рассказ об исцелении от болезни царского воеводы Ивана Выродкова. В кратком повествовании даётся яркий, запоминающийся портрет воина, верного долгу, сохраняющего верность присяге даже с опасностью для жизни. В двух других посмертных чудесах сам Макарий выступает как воин, защитник городов Унжи и Солигалича, на сивом коне, с пращей или луком в руках, в иноческой одежде багрового цвета.
Ещё в двух чудесах рассказано о помощи Макария женщинам в сложных жизненных ситуациях: о спасении Марии от плена и позора и об избавлении Елены от страшного греха самоубийства. Два этих рассказа объединены одной особенностью: в критические моменты повествование ведётся от первого лица самих женщин.
По мнению Грицевской, не все двенадцать рассказов о чудесах написаны одним автором. Последнее из этих небольших сочинений снабжено громогласным, не похожим на общий стиль повествования вступлением, составленным из фраз, заимствованных из праздничных проповедей знаменитого русского ритора Кирилла Туровского.

## Житийные мотивы
При создании образа святого угодника были использованы традиционные мотивы житийной литературы. Многие подвижники начинали свою монашескую жизнь без благословения родителей, а то и против их воли. Сходным образом и Макарий доставляет горе родителям, уйдя без их ведома в монастырь. Подвижники поступали согласно буквально понятому завету Христа: «если кто приходит ко Мне и не возненавидит отца своего и матери, и жены и детей, и братьев и сестер, а притом и самой жизни своей, тот не может быть Моим учеником» (Лк. 14:26).
Из больших и процветающих монастырей Макарий, ища безмолвия, уходит в пустынные безлюдные места. Аналогичные мотивы также имеются во множестве византийских житий.

## Текстология
В рукописной традиции известны две редакции Жития:
- Краткая, мало украшенная. Начало: «Сей преподобный отец Макарий родился в Нижнем Новеграде, честна сын родителю…»[1]. Характерен динамичный стиль повествования. Одно за другим проходят события из жизни святого, нет пространных цитат из Священного Писания. Действие развивается быстро, на обширных географических пространствах, с участием множества действующих лиц. Язык лёгок, близок к разговорному[2].
- Пространая, снабжённая затейливыми словесными украшениями[2]. Начало: «Что убо похвала благоверию и что ино утверждение, разве еже ведати и внимати милосердию Божию…».

Первоначальной является краткая редакция. Составитель пространного Жития пользовался кратким, словесно украсил его, но не распространил фактическую основу. Он сам сообщает в предисловии, что «видех писания» о Макарии и «от писавших известихся» о нём.

## История
Тематика большей части чудес, описанных в краткой редакции Жития, связана с периодом столкновения Руси с Казанским ханством — начиная от двух первых чудес, случившихся во время нападения татар на город Унжу и Унженский монастырь в 1522 года и заканчивая чудом об исцелении воеводы Ивана Выродкова, случившимся во время похода русского царского войска на Казань. На этом основании Н. В. Понырко датирует краткую редакцию с чудесами периодом, близким ко времени завоевания Казанского царства в 1552 году. Подтверждение этому он видит также в тексте службы Макарию, предшествующем в отдельных списках краткому Житию. Время её создания также определяется кануном 1552 года, поскольку здесь в молитвенном обращении к святому есть прошение о даровании «победы православному царю нашему на неверныя варвары». Служба имеет солигалическое происхождение: Макарий называется в ней «заступником и помощником» «граду нашему Галическому», говорится, что «днесь град твой, отче, Галич, тобою хвалится». Понырко предполагает, что краткое Житие могло быть написано либо в Унже (или Унженском монастыре), либо в Солигаличе, где Макарий на протяжении XVI века почитался как местночтимый святой. По мнению И. М. Грицевской, Житие написано в Унженском монастыре.
Понырко также предполагает, что краткой редакции с чудесами предшествовал более ранний вид, без чудес. Об этом говорит наличие отдельных списков, помещающих единственное прижизненное чудо Макария — исцеление дочери ушканина Федора — внутрь Жития, перед повествованием о кончине Макария и следующим затем разделом чудес. Другая группа списков выносит и это чудо в заключительный раздел чудес. Предположительно структура списков, помещающих прижизненное чудо внутрь Жития, отражает наиболее ранний его вид, который заканчивался повествованием о кончине Макария и ещё не имел особого раздела чудес.
Житие активно переписывалось. Вторая, пространная, редакция Жития возникла после 1615 года, поскольку этим годом датируется первое из новых чудес, присоединяемых второй редакцией к чудесам первой редакции. Она имеется в сборнике, писанном Германом Тулуповым в 1633 году). В четь-минейном сборнике Германа Тулупова, писанном годом раньше, в 1632 году, помещена краткая редакция Жития.
В 1619 году вновь поставленный патриарх Филаретом постановил «преподобному отцу Макарию честь воздаяти тако ж, яко ж и прочим святым преподобным отцем» по всему Русскому государству. Перед этим было осуществлено свидетельствование чудес, происходящих у гроба Макария. По инициативе патриарха молодой царь Михаил Фёдорович вместе со своей матерью, инокиней Марфой, ходил в 1619 году на богомолье в Унженский монастырь, ко гробу Макария. Филарет Никитич располагал в это время текстом Жития: «а даст Бог вперед подлинное Макариево Житие и чудотворение пришлю», — писал он царю. Какая это была редакция, не ясно.

## Сказание об обновлении Желтоводского монастыря
После 1640 года было написано Сказание об обновлении Желтоводского монастыря («Сказание по сокращению о зачатии на Желтых водах обители святаго и преподобнаго отца нашего Макария, игумена желтоводскаго и унженскаго чудотворца, и о разорении ея от безбожных агарянских внуков, и запустении, и поновлении по многих летех, паки на том же месте о устроении»). Помещается в рукописях вслед за пространной редакцией Жития. В Сказании повествуется о том, что в 1620 году строителем Авраамием был возобновлен Желтоводский монастырь, 180 лет находившийся в запустении после разорения его при жизни Макария татарами. Авраамий отыскал заброшенное место, поселился здесь и вновь собрал монастырскую братию. С этого момента начался бурный расцвет Желтоводского монастыря. Строитель Авраамий умер в 1640 году. Сказание было написано после его смерти.

## Издания
- Житие Макария Желтоводского и Унженского / Подготовка текста, перевод и комментарии И. М. Грицевской // Библиотека литературы Древней Руси. [Электронное издание] / Институт русской литературы (Пушкинский Дом) РАН. — Т. 13: XVI век. Краткая редакция Жития.